# Бахтияр Сеитович
Бахтия́р Сеи́тович (иногда Бахтыя́р Се́йтович) — князь, помещик в Великом княжестве Литовском. Потомок виленского служилого помещика Сеита, представителя угасшего старинного рода Сеитовичей, или Сейчев (польск. Siejciow), входившего в состав этнотерриториальной группы польско-литовских татар (польск. lipkowie), отправлявших военную службу польским королям и великим князьям литовским в XIV-XVI вв.

## Происхождение и Биография
По мнению историка С. Б. Дзядулевича, предок Бахтияра по имени Сеит впервые упоминается в архивных документах около 1488 года, когда он получил солидное имение Тупалы в Новогрудском повете (ныне Кореличский район Гродненской области Республики Беларусь). Отец Бахтияра являлся племянником Солтана-Ахмата, сына Мусы-бия (правителя Ногайской Орды, происходившего из рода Едигея). В свою очередь, Бахтияр, по всей видимости, является родоначальником знатных литовских князей Бахтияровичей, а также служилого рода Бухтияровых, представители которого поступили на русскую службу, приняв православие. Из потомков Бахтияра Сеитовича известны его сыновья: Али (Алей), приписанный в 1528 году к Ялоирской хоругви (военно-административной единице), Абубекр (упоминается в 1566 году), Абрагим (по мнению С. Б. Дзядулевича, родоначальник Абрагимовичей) и Арслан Архивная копия от 4 марта 2016 на Wayback Machine, или Аслан (посол в Польшу в начале XVI века). Сыновья же Арслана известны уже по Коломенскому уезду, где они были размещены наряду с Еналеевыми, Шерефединовыми, Сюстемиревыми и некоторыми другими родами татарского происхождения. Сам Бахтияр упоминается в четвёртой книге записей Литовской метрики в 1489 году, а вместе со своим родным братом Довлетияром (Довлихтияром) — в шестой книге в 1498-1499 гг.:
[1499 г.] мая 16 Вильна

Жаловали нам очевисто татарове н(а)ши Довлетияр а Бахтияр Сеитовичи на маршалка нашого, наместника марковского на Пана Яна Петровича, што ж он поотнимал в них люди их отчинъыи, выслугъ отца их, што отец их выслужил тыи люди на отцы нашом, короли, его м(и)л(о)сти, на имя Скорбеевичи, што предокъ ихъ Исупъ держал...
Из диссертации М. К. Любавского «Областное деление и местное управление Литовско-Русского государства...», 1892 г.:
Въ 1498 году Александръ (имеется ввиду Александр Ягеллончик) присудилъ татарамъ Сеитовичамъ, Довлихтіяру и Бахтіяру, людей Скорбеевічей, которыхъ отнялъ было у нихъ панъ Янъ Петровичъ, воеіводичъ Троцкій, — присудилъ на томъ основаніи, что это — люди ихъ отчинные, выслуга отца ихъ на королѣ Казимирѣ... Великій князь не только отдалъ татарамъ Скорбеевичей съ ихъ землями, но также написалъ въ своемъ судномъ листѣ: «Такежъ, што который чоловѣкъ тыхъ же Скорбеевичовъ сѣдитъ на пана Яновѣ земли Княжицкой, и мы и того чоловѣка казали съ тое земли звести... и подати тымъ Сеитовичомъ.
Примечательно, что во время тяжбы между татарами Довлетияром и Бахтияром Сеитовичами, с одной стороны, маршалком и марковским наместником паном Яном Петровичем, с другой, о людях Скорбеевичах, судьями в качестве доказательств прав на владения были использованы показания старых «обапольных Архивная копия от 25 октября 2020 на Wayback Machine» людей, подтвердивших документальные свидетельства татар. Эти показания и послужили основанием для приговора великого князя в пользу Сеитовичей.

## Значение имени
Бахтия́р — древнее мужское персидское имя (перс.Baxtiyâr — بختیار — «счастливый», буквально — «счастья друг»). По мнению некоторых учёных, в основе имени Бахтияр — самоназвание группы скотоводческих племён Юго-Западного Ирана — бахтиаров (бахтияров), которые заселяли Персию ещё до арабского завоевания в середине VII века нашей эры, а в эпоху правления Сефевидов стали одним из самых влиятельных племён Юга Ирана. По одной из версий, оттуда этот этноним перекочевал в арабо-тюркский мир и, соответственно, стал антропонимом.
Сеи́тович (Сеитов) происходит от арабского слова «сеи́т» («сеи́д», «сейи́д») سيّد — «принц», «потомок пророка»)) — почетный титул мусульман, возводящих свою родословную к Магомету (Мухаммеду). Сеит — «знатный сановник при дворе султана». Часто употреблялось в значении «господин», «предводитель», «глава племени». Согласно Е. Е. Голубинскому, у татар сеитами (сеидами) назывались высшие мусульманские духовные лица. В домусульманской Аравии сеит — представитель родовой и племенной аристократии.